# Магофин (окръг, Кентъки)
Окръг Магофин (на английски: Magoffin County) е окръг в щата Кентъки, Съединени американски щати. Площта му е 800 km², а населението - 13 332 души (2000). Административен център е град Салиърсвил.